# Lazzaro di Betania
Lazzaro, probabilmente una variante di Eleazaro (Eleazar o Eliezer), è un personaggio dei vangeli, secondo i quali abitava a Betania, paese vicino a Gerusalemme, con le due sorelle Marta e Maria. Il Vangelo secondo Giovanni (11,1-44) afferma che, morto a causa di una malattia, fu resuscitato da Gesù.
Lazzaro di Betania è venerato come santo dalla Chiesa cattolica, dalla Chiesa ortodossa e dalla Chiesa copta.

## Il racconto evangelico
Il vangelo secondo Giovanni racconta che Gesù si trovava fuori dalla Giudea quando fu avvertito che il suo amico Lazzaro di Betania era malato; quando raggiunse Betania, Lazzaro era già morto. Il Vangelo fa capire che Gesù lo conosceva bene. Probabilmente Lazzaro era un simpatizzante, anche se non un discepolo di Gesù. Il Vangelo precisa che quando Gesù arriva, Lazzaro era già "da quattro giorni" nel sepolcro, emanando il classico fetore della decomposizione. Dopo aver parlato con le due sorelle già in lutto Marta e Maria, Gesù si recò al sepolcro, fece togliere la pietra che ne chiudeva l'entrata, e chiamò Lazzaro, il quale uscì vivo dal sepolcro, ancora avvolto nelle bende funebri.
Il racconto prosegue riferendo che molti Giudei credettero in Gesù vedendo ciò che aveva fatto, ma che i sommi sacerdoti e i farisei, al contrario, ne furono riconfermati nella loro convinzione che Gesù fosse un pericoloso agitatore e decisero di condannarlo a morte.
Pochi giorni dopo, Lazzaro era ad una cena in onore di Gesù: molte persone accorsero per vederlo, e i sommi sacerdoti, venutolo a sapere, deliberarono di uccidere Lazzaro, perché la gente credeva in Gesù a causa sua. Non si sa se essi siano riusciti nel loro intento: Lazzaro non appare più nel prosieguo del Vangelo né in alcun altro scritto del Nuovo Testamento.

## Le diverse tradizioni
Secondo la Legenda aurea del XIII secolo di Jacopo da Varagine, Lazzaro andò a predicare in Francia con le sue sorelle e lì divenne il primo vescovo di Marsiglia.
Invece secondo la tradizione orientale, Lazzaro divenne vescovo di Cizio (oggi Larnaca), nell'isola di Cipro, e vi rimase per circa un trentennio dove fondò la chiesa omonima e dove morì. Già dal IV secolo questa versione era quella comunemente accettata, forse anche per suffragare le pretese di autocefalia della Chiesa di Kittim (nome semitico di Cipro). Oltretutto, a supporto di questa versione, nell'anno 890 fu ritrovata una lapide con l'iscrizione "Lazzaro, l'amico di Cristo". Successivamente quelle che si pensava fossero le reliquie, furono traslate a Costantinopoli e quindi in Francia dai Crociati. Nel 1972 sotto l'altare della chiesa di Larnaca fu rinvenuta un'arca di marmo contenente resti umani, che si ritengono quelli di Lazzaro. Quindi secondo quest'ipotesi, il trasferimento delle reliquie a Costantinopoli fu di altre reliquie o soltanto parziale. Ad oggi è possibile visitare il grande sarcofago ritrovato sotto la chiesa negli anni settanta, scendendo in un angusto antro sotto il livello del culmine della sala principale, e venerare le reliquie che nelle occasioni religiose vengono esposte in uno scrigno d'argento.

## Culto

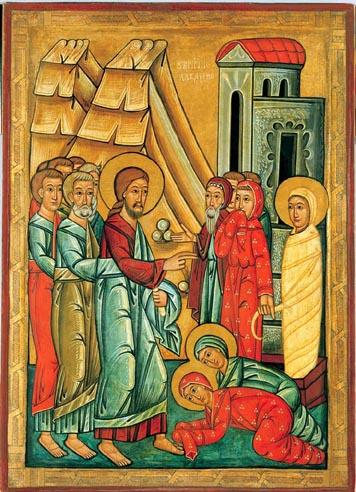
Icona russa della risurrezione di Lazzaro: Cristo a sinistra circondato dagli apostoli fa risorgere Lazzaro avvolto in bende a destra, mentre le sorelle Marta e Maria si prostrano in ringraziamento

Nella Chiesa cattolica san Lazzaro è ricordato il 29 luglio assieme alle sorelle Marta e Maria. Nella liturgia del rito romano Lazzaro è menzionato nell'orazione In paradisum della Messa per i defunti (Requiem). In questo passo Lazzaro è definito "povero in terra", perché secondo l'esegesi medievale Lazzaro di Betania è lo stesso che nella parabola di Lazzaro e del ricco epulone (Luca 16,19-31) chiede l'elemosina davanti alla porta di un ricco.
Il calendario bizantino celebra Lazzaro il sabato prima della Domenica delle Palme. In Russia in questo giorno il digiuno quaresimale è mitigato ed è usanza mangiare caviale.
È dedicata a San Lazzaro la chiesa ortodossa in odos aghio Lazaros ("una via nel quartiere di san Lazzaro") a Larnaca, dove vengono venerate le sue spoglie e la sua icona.
Nel castello di Lierna è presente la Chiesa dei Santi Maurizio e Lazzaro.
Inizialmente l'imperatrice del Sacro Romano Impero Adelaide di Borgogna, regnante dal 951 al 973, era solita risiedere nel castello di Lierna di cui fece consacrare la chiesa a Maurizio, santo patrono del Sacro Romano Impero e suo protettore durante le battaglie navali. La piccola abside a lui dedicata è rivolta verso l'interno dell'edificio e non è visibile da lontano.
Il 22 gennaio 1573, in questa luogo, Emanuele Filiberto di Savoia fondò l'Ordine dinastico di Casa Savoia, chiamandolo Ordine dei Santi Maurizio e Lazzaro in onore di questa chiesa. Il borgo di Lierna mantenne nei secoli questa sua protezione e riservatezza, qualificandosi come posto di ritiro di reali e nobili.

### Ordine di San Lazzaro
L'Ordine militare e ospedaliero di San Lazzaro di Gerusalemme (OSLJ) è un ordine cavalleresco religioso/militare che ebbe origine in un lebbrosario fondato dai Cavalieri Ospitalieri nel XII secolo e dai Crociati del Regno latino di Gerusalemme. I malati di lebbra consideravano il mendicante Lazzaro (di Luca 16,19-31) come loro santo patrono e di solito gli dedicavano i loro ospizi.
L'Ordine, posto dal 1841 sotto la protezione del patriarca melchita di Antiochia, ha come attuale 50ª gran maestro don Francisco de Paula Joaquín de Borbón y von Hardenberg-Fürstenberg e come protettor Youssef Absi (Joseph), S.M.S.P., 21º patriarca melchita di Antiochia, di Gerusalemme e di tutto l'Oriente; la carica di gran priore ecclesiastico è ricoperta dall'arcivescovo Michele Pennisi.

### Lazzaro e la parabola del ricco epulone
Facendo seguito all'identificazione di Maria di Betania con Maria Maddalena e la peccatrice, Lazzaro è stato talora identificato col povero protagonista della Parabola di Lazzaro e del ricco epulone, ipotizzando che tutta la famiglia fosse di umili origini. L'iconografia romanica scolpita sui portali in Borgogna e in Provenza potrebbe essere indicativa di tale fusione; ad esempio, sul portale ovest della chiesa di San Trofimo ad Arles, il mendicante Lazzaro è in trono come San Lazzaro. Esempi simili si trovano nella chiesa di Avallon, nel portale centrale di Vézelay e nei portali della Cattedrale di Autun.

## Interpretazioni

### Approcci teologici
Il Catechismo della Chiesa Cattolica afferma che il miracolo compiuto da Gesù riportò Lazzaro alla normale vita terrena come avvenne per il figlio della vedova di Nain e la figlia di Giairo, e che Lazzaro e gli altri risuscitati dai morti sarebbero poi morti una seconda e ultima volta.
Giovanni Calvino osservò che "non solo Cristo diede una prova notevole del suo potere divino risuscitando Lazzaro, ma pose anche davanti ai nostri occhi un'immagine viva della nostra futura risurrezione". Il ministro protestante francese Jakob Abbadie scrisse che Gesù aveva intenzionalmente ritardato il suo ritorno a Betania di "quattro giorni, affinché non si dicesse che [Lazzaro] non era veramente morto".
Nel 2008, papa Benedetto XVI affermò che il racconto evangelico della risurrezione di Lazzaro «mostra il potere assoluto di Cristo sulla vita e sulla morte e rivela la sua natura di vero uomo e vero Dio» e che «la signoria di Gesù sulla morte non gli impedisce di mostrare sincera compassione per il dolore di questa separazione».

### Altre interpretazioni
Secondo una certa esegesi non canonica, Lazzaro sarebbe il "discepolo che Gesù amava", più volte citato nel Vangelo secondo Giovanni, che la maggioranza dei commentatori identifica invece con l'evangelista stesso. L'identificazione con Lazzaro si basa sul fatto che, nell'episodio che lo coinvolge esplicitamente, è detto dalle sue sorelle: «Signore, ecco, colui che tu ami è malato» (Giovanni 11,3).
Una scuola di pensiero che vide come esponente lo studioso autodidatta e militante ateo
Luigi Cascioli ritiene che il Lazzaro del vangelo sia la stessa persona citata nella Guerra giudaica di Flavio Giuseppe come "Lazzaro figlio di Giairo". Questo personaggio, che partecipò alla rivolta ebraica contro Roma, morì suicida a Masada nel 73. Si giungerebbe a questa identificazione ipotizzando che la resurrezione di Lazzaro, citata solo dal Vangelo di Giovanni, e quella della figlia di Giairo, citata dagli altri tre ma non da Giovanni (Matteo 9,18-26, Marco 5,21-43, Luca 8,40-56), raccontino in realtà lo stesso episodio; Lazzaro dunque sarebbe stato figlio di Giairo. Cascioli si serve poi di questa presunta coincidenza tra i due personaggi per supportare la sua teoria dell'identificazione di Gesù con Giovanni di Gamala e quella del matrimonio di Gesù con la Maddalena, che egli identifica con Maria sorella di Lazzaro.
Vi sono però evidenti differenze tra i racconti delle due resurrezioni:
- la figlia di Giairo è inequivocabilmente identificata come femmina;
- nel caso di Lazzaro sono le sue sorelle a intervenire presso Gesù, nell'altro è il padre;
- i due episodi sono ambientati l'uno a Betania e negli ultimi giorni di vita di Gesù, l'altro a Cafarnao e nel periodo iniziale della sua missione;
- la resurrezione di Lazzaro avviene al sepolcro davanti alla folla, quella della figlia di Giairo in casa e in privato;
- manca nella resurrezione di Lazzaro l'episodio della donna affetta da emorragia da 12 anni.

Ben Witherington III enfatizza il fatto che il Discepolo Prediletto sia menzionato per la prima volta in 11, due capitoli dopo quello relativo alla Resurrezione di Lazzaro.
Frederick Baltz ritiene corrette l'identificazione con Lazzaro e le evidenze in base alle quali il Discepolo Prediletto sarebbe un kohen gadol.
Baltz afferma che la famiglia dei figli di Boethus, conosciuta da Flavio Giuseppe e dalla letteratura rabbinica, è la stessa famiglia amata alla quale si riferisce 11:5: Lazzaro, Marta e Maria di Betania. Secondo questa interpretazione, Lazzaro viene identificato come Eleazaro figlio di Boethus, ex sommo sacerdote di Israele e appartenente ad un clan famigliare che diede i natali a molteplici membri del medesimo ufficio sacro. Secondo Sukkah 52b, Giovanni non fu uno dei Dodici, ma il figlio di Marta. Egli risponderebbe strettamente alla descrizione fornita da una lettera di Papia di Ierapoli riguardo ad un sacerdote intento a compiere sacrifici, il quale indossava il petalon, l'emblema del sommo sacerdote. Tale Giovanni "il Maggiore" sarebbe identificato col seguace di Gesù al quale facevano riferimento Papia di HIerapoli e un testimone oculare del suo ministero. Secondo sant'Ireneo di Lione, la sua esistenza è databile al tempo dell'imperatore Traiano. Secondo Baltz, Giovanni è probabilmente il discepolo ον ηγαπα ο Ιησους, mentre Eleazaro è il discepolo ον εφιλει ο Ιησους del Vangelo secondo Giovanni.

## Nella cultura di massa e popolare
È comunemente diffuso il falso ricordo che Gesù abbia detto a Lazzaro nell'atto della sua resurrezione "Lazzaro, alzati e cammina!", quando in realtà disse "Lazzaro, vieni fuori!".
Il termine scientifico Lazarus taxon denota organismi che riappaiono nella documentazione fossile dopo un periodo di apparente estinzione.
La "sindrome di Lazzaro" si riferisce a un evento in cui una persona ritorna spontaneamente alla vita, allorché il cuore riprende a battere. Il segno di Lazzaro è un movimento riflesso che può verificarsi nei pazienti con morte cerebrale o insufficienza del tronco encefalico, che li induce ad alzare brevemente le braccia e lasciarle cadere incrociate sul petto.
Il programma di riparazione del sistema operativo del Commodore Amiga, chiamato Diskdoctor, rinomina occasionalmente "Lazarus" alcuni dischi rigidi se ritiene di aver svolto un lavoro di salvataggio dei file danneggiati particolarmente buono.
Lazarus è anche il nome di un ambiente di sviluppo integrato per il linguaggio Free Pascal, chiamato così perché era il revival di un precedente progetto di nome Megido.
Nel film di fantascienza del 2014 Interstellar, il nome Lazarus viene dato al programma spaziale che mira a garantire all'umanità l'accesso a un mondo lontano per prevenirne l'estinzione.
All'inizio del gioco di ruolo fantascientifico Mass Effect 2 di BioWare, il personaggio del giocatore, il Comandante Shepard, prende vita grazie a uno sforzo di ricostruzione noto come Progetto Lazarus.
Il videogioco Doom presenta un'energia infernale che può essere rilasciata in ondate denominate "onde di Lazarus", che creano dei Revenants, una sorta di demoni costituiti da soldati morti potenziati dalla cibernetica.
Nel film del 1995 Casper (film) il defunto padre del fantasmino aveva progettato un macchinario atto alla resurrezione degli umani il cui nome è appunto "Lazzaro".
Un precedente videogioco, Diablo, lanciato dalla Blizzard Entertainment nel '96, presenta un personaggio chiamato Arcivescovo Lazarus che è responsabile della rinascita dell'omonimo signore dei demoni, Diablo.
Nel videogioco 2K BioShock, il "Lazarus Vector" è un vettore genetico utilizzato per riportare in vita una foresta che è stata avvelenata dall'antagonista del giocatore.
Il primo episodio della quarta stagione della serie televisiva Supernatural è intitolato "Lazarus Rising", a motivo del fatto che Dean viene riportato in vita dall'angelo Castiel.
La quarta stagione della serie TV Preacher realizza una parodia di Starbucks Coffee col titolo di "Lazarus Coffee".
Lazarus Churchyard è un personaggio comico britannico creato nel 1991 da Warren Ellis. Il personaggio è un suicida immortale che vive in un futuro distopico.
Il videogioco The Binding of Isaac: Rebirth permette di giocare con un personaggio di nome Lazarus la cui caratteristica è avere una vita in più.
Nel 2015 esce nelle sale cinematografiche "The Lazarus Effect", per la regia di David Gelb e con Olivia Wilde come protagonista, incentrato sulla sperimentazione di un siero (denominato, appunto, Lazarus) in grado di riportare alla vita gli esseri viventi.
Lazarus è anche il titolo di un musical con musica e testi composti da David Bowie e libretto di Enda Walsh. seguito per la prima volta alla fine del 2015, è stato uno degli ultimi lavori completati da Bowie prima della sua morte, avvenuta il 10 gennaio 2016.
Nel 2021, Kerry Livgren, uno dei membri fondatori del gruppo rock Kansas, portò a termine un progetto musicale durato 35 anni, dal titolo The Resurrection of Lazarus. La cantata coinvolse Robby Steinhardt, David Pack, John Elefante, Rich Williams, Steve Walsh e Warren Ham.

### Nell'arte
La resurrezione di Lazzaro è un soggetto popolare nell'arte religiosa. Due dei dipinti più famosi sono quelli di Michelangelo Merisi da Caravaggio (c. 1609) e Sebastiano del Piombo (1516) . Tra le altre rappresentazioni di spicco di Lazzaro ci sono opere di Rembrandt, Van Gogh, Ivor Williams e il Lazarus Breaking His Fast (Lazzaro che interrompe il suo digiuno) di Walter Sickert.
La Resurrezione di Lazzaro è uno dei temi artistici più popolari nelle catacombe di Roma, inclusi esempi del II secolo.

### Nella letteratura
Nel romanzo del 1851 Moby Dick di Herman Melville, dopo aver scritto il suo testamento per la quarta volta, Ishmael osserva che "tutti i giorni che dovrei vivere ora sarebbero belli come i giorni che Lazzaro visse dopo la sua risurrezione; un guadagno netto supplementare di tanti mesi o settimane a seconda dei casi.
Nel romanzo Delitto e castigo di Fëdor Dostoevskij del 1866, il protagonista Raskol'nikov chiede alla sua amante Sonia di leggergli questo passo del Vangelo.
In due racconti scritti da Mark Twain e pubblicati postumi nel 1972, un avvocato sostiene che gli eredi di Lazzaro vantavano un diritto inopinabile su qualsiasi proprietà che il risorto aveva posseduto prima di morire.
Il drammaturgo Eugene O'Neill nel 1925 scrisse la commedia Lazarus Laughed, la sua opera col più grande cast di attori, che presentava la vita di Lazzaro dopo la sua risurrezione. Lo spettacolo fu messo in scena solo una volta per intero, mentre altre volte fu rappresentato in versioni con cast ridotto.
Molte opere letterarie del XX secolo alludono a Lazzaro, tra cui il racconto di Truman Capote intitolato A Tree of Night in A Tree of Night and Other Stories (del 1945) e il romanzo di John Knowles A Separate Peace (del 1959). Allusioni alla poesia del XX secolo si trovano in opere come il poema di Leonid Andreyev Lazarus (1906), il poema di T. S. Eliot Il canto d'amore di J. Alfred Prufrock (del 1915), la poesia di Arlington Robinson Lazarus (del 1920) e la poesia di Sylvia Plath Lady Lazarus (del 1965). Un riferimento a Lazzaro appare anche nel libro di memorie Witness (del 1952) di Whittaker Chambers (che ammise l'influenza delle opere di Dostoevskij), che esordisce nel suo primo capitolo con le parole: "Nel 1937, ho iniziato, come Lazzaro, il ritorno impossibile".
Allusioni fantascientifiche a Lazarus si trovano nei romanzi Lazarus Long di Robert A. Heinlein (1941–1987), in Un cantico per Leibowitz (del 1960) di Walter M. Miller Jr. e in The Lazarus Effect (del 1983) di Frank Herbert.
Nel libro del 2010 The Big Questions: A Short Introduction to Philosophy (La grande questione: una breve introduzione alla filosofia), scritto dai professori americani di filosofia Kathleen Higgins e Robert C. Solomon, alla fine del capitolo 5 (The Search for Truth, La ricerca della verità), i lettori sono invitati a considerare la domanda: "Potrebbe uno scienziato dare una spiegazione adeguata della storia biblica della resurrezione di Lazzaro?"
Lazarus Is Dead (del 2011) di Richard Beard è un romanzo innovativo che amplifica un particolare del Vangelo: Lazzaro era amico di Gesù; tuttavia Gesù aveva dei discepoli, ma pochi amici. Beard fa risalire la storia all'infanzia di Gesù e Lazzaro a Nazareth, dopoché le strade dei due amici si erano separate. Il romanzo è stato descritto dal Sunday Business Post come "un romanzo non ordinario: è una brillante rivisitazione e sovversione del genere di una delle storie più antiche e sensazionali del canone occidentale".
The Bones of Lazarus (del 2012) di John Derhak è un thriller divertente, frenetico e soprannaturale che ripercorre vite che si intersecano su un'isola caraibica devastata dalla guerra e ricca di risorse. La trama ruota attorno alla premessa che Lazzaro di Betania, alla sua risurrezione da parte di Cristo, sarebbe divenuta una creatura immortale del Giudizio finale e si sarebbe dedicata alla ricerca dei cuori e delle anime dei malvagi nel tempo.
Il romanzo bestseller di Richard Zimler The Gospel According to Lazarus (pubblicato nel 2019 in inglese) è scritto dal punto di vista di Lazzaro stesso. Il libro presenta Yeshua ben Yosef (il nome ebraico di Gesù) come uno dei primi mistici ebrei ed esplora la profonda amicizia tra Lazzaro e Yeshua, che - all'interno dell'ambientazione immaginaria - sono stati migliori amici fin dall'infanzia. I temi del libro includono come affrontiamo con fede una perdita, gli enormi sacrifici che facciamo per coloro che amiamo, il significato trascendente della missione di Yeshua e come continuiamo a vivere dopo aver subito un trauma sconvolgente. Una recensione ha riassunto il romanzo come "Una storia molto umana di rivalità, tradimento, presa di potere e sacrificio...Forse l'aspetto più notevole di questo romanzo coraggioso e coinvolgente...è che Zimler riesce a trasformare la narrazione più nota nella cultura occidentale in un [ininterrotto] scorrere di pagine".

### Nella musica
Nella musica, una popolare rivisitazione della storia biblica di Lazzaro in Paradiso è la canzone gospel del 1984 Lazarus Come Forth dell'artista di musica cristiana contemporanea Carman. Una moderna reinterpretazione della storia è la canzone che dà titolo all'album Dig, Lazarus, Dig!!! della band alternativa australiana Nick Cave and the Bad Seeds. Diverse altre band hanno composto canzoni intitolate Lazarus in allusione al resoconto della resurrezione, tra cui Porcupine Tree, Conor Oberst, Circa Survive, Chimaira, moe., Wes King, Placebo e David Bowie (scritto mentre era malato terminale).